# Локаут НБА 2011 года
Локаут НБА 2011 года стал четвёртым локаутом в истории Национальной баскетбольной ассоциации (НБА). 1 июля 2011 года, сразу после истечения срока действия коллективного трудового договора 2005 года, владельцы клубов объявили о начале локаута, который продлился 161 день, закончившись 8 декабря 2011 года. В связи с этим начало сезона НБА 2011/12 годов было перенесено с 1 ноября на 25 декабря, а сам сезон укорочен с 82 до 66 игр. Во время локаута команды не могли проводить сделки между собой, обмениваться или подписывать игроков, а баскетболисты не допускались к сооружениям, тренерам и сотрудникам клубов НБА.
Переговоры между владельцами команд, во главе с комиссаром НБА Дэвидом Стерном, и игроками, во главе с исполнительным директором профсоюза игроков Билли Хантером и президентом профсоюза Дереком Фишером, начались в начале 2011 года и продолжались до ноября. Главным спором между двумя сторонами было разделение доходов лиги, размер потолка зарплаты и налога на роскошь. Владельцы предлагали понизить долю игроков от доходов, связанных с баскетболом, с 57 % до 47 %, игроки же настаивали на 53 %. Владельцы хотели установить жёсткий потолок зарплаты и более суровый налог на роскошь, чтобы усилить соперничество между командами, игроки же хотели сохранить мягкий потолок зарплат в неприкосновенности.
Когда обеим сторонам не удалось прийти к соглашению, НБА отменила все предсезонные игры и игры регулярного чемпионата до декабря. 14 ноября игроки распустили профсоюз, что позволило им подать антитрастовый иск против лиги. 26 ноября стороны достигли предварительного соглашения. Новый коллективный трудовой договор предполагает получение игроками от 49 до 51,2 % доходов и гибкий потолок зарплат, однако с более высоким налогом на роскошь. После того, как предварительный договор был заключён, владельцы позволили игрокам с 1 декабря проводить тренировки на тренировочных базах команд. 8 декабря сделка была ратифицирована и на следующий день был открыт рынок свободных агентов, команды смогли совершать сделки и были открыты тренировочные лагеря. Во время локаута некоторые игроки подписали контракты с иностранными клубами, в основном в Европе и в Азии, однако в большинстве таких контрактов был пункт о возможности досрочного расторжения договора в случае завершения локаута НБА. Локаут также сильно повлиял на экономику городов, где располагаются команды НБА, а также на телевизионные сети, которые недополучили доходы от рекламы.

## Хронология
- 1 июля 2011: Начало локаута[1].
- 23 сентября 2011: НБА отменяет тренировочные лагеря, которые должны были начаться 3 октября, а также первую неделю предсезонных игр (9-15 октября)[2].
- 4 октября 2011: Отмена оставшихся предсезонных игр[3].
- 10 октября 2011: Отменены первые две недели регулярного чемпионата[4].
- 28 октября 2011: Отменены все игры до 30 ноября[5].
- 14 ноября 2011: Профсоюз игроков начинает процесс изменения статуса на ассоциацию[6].
- 15 ноября 2011: НБА отменяет все игры до 15 декабря. Игроки подают коллективный иск против лиги о нарушении антимонопольного законодательства в суды Калифорнии и Миннесоты[7].
- 26 ноября 2011: Владельцы клубов НБА и игроки достигли предварительного соглашения об окончании локаута[8].
- 1 декабря 2011: Ассоциация игроков преобразуется обратно в профсоюз[9].
- 8 декабря 2011: Ратифицирован новый трудовой договор, положивший конец локауту[10].
- 25 декабря 2011: Начало сезона НБА.

## Предыстория

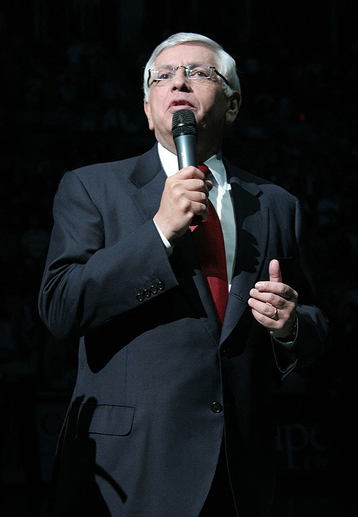
Во время четвёртого локаута комиссаром НБА был Дэвид Стерн.

После предыдущего локаута в сезоне 1998/99, из-за которого сезон был укорочен с 82 до 50 игр, владельцы клубов, во главе с комиссаром НБА Дэвидом Стерном, и игроки, во главе с исполнительным директором профсоюза Билли Хантером и президентом профсоюза Патриком Юингом, заключили шестилетний трудовой договор. Этот договор должен был закончиться 30 июня 2005 года и стороны начали переговоры ещё в начале 2005 года. Среди разногласий, препятствующих заключению нового соглашения, были: установление возрастного ограничения для новичков, ужесточение существующей программы тестирования на наркотики и ограничение длины долгосрочных контрактов. Тем не менее, переговоры прошли гладко и обе стороны достигли соглашения в июне 2005 года, избегнув локаута. Соглашение гарантировало игрокам получение 57 % прибыли от доходов, связанных с баскетболом, и было рассчитано на шесть лет до 30 июня 2011 года. Но уже через год восемь владельцев баскетбольных клубов подписали петицию, направленную Стерну, в которой говорилось о неравенстве команд, находящихся в больших и маленьких рынках. Они написали: «суровая правда в том, что наша нынешняя экономическая модель работает только для команд с больших рынков и несколько команд, имеющих необычайный успех…остальные из нас смотрят на значительные и неприемлемые ежегодные финансовые потери».
В 2006 году Дерек Фишер сменил Юинга на посту президента профсоюза игроков. В начале 2011 года начались переговоры о новом коллективном соглашении между игроками и владельцами. Лига утверждала, что теряет 300 млн долларов в год (за прошедший сезон 22 из 30 команд оказались убыточными) и предложила уменьшить зарплату игроков на 40 % (примерно на 800 млн долларов) и ввести жёсткий потолок зарплаты (45 млн долларов на каждую команду), в отличие от тогдашнего мягкого потолка зарплат в 58 млн долларов. Профсоюз игроков выступил решительно против таких изменений и Хантер заявил, что посоветовал игрокам готовиться к локауту. В мае 2011 года профсоюз игроков направил жалобу в Национальное управление по вопросам трудовых отношений, обвинив лигу в недобросовестности, из-за нежелания предоставлять профсоюзу финансовые документы, и угрозах начать локаут. НБА сразу же отвергли эти обвинения, заявив что лига полностью следует федеральному трудовому законодательству. Профсоюз также рассматривал вариант аннулирования своих полномочий, что позволило бы игрокам подать антимонопольный иск против НБА.
Переговоры продолжались весь май и июнь. Владельцы предложили новый вариант потолка зарплат — «гибкий» потолок зарплат, систему, ограничивающую заработную плату на уровне 62 млн, однако с наказанием клубов, чья платёжная ведомость превышает средний показатель лиги по зарплате в сезоне. На что профсоюз ответил, что это всё такое же жёсткое ограничение, потому что потолок зарплат будет сразу же превышен. Что касается уменьшения зарплаты, игроки согласились уменьшить её в последующие пять лет на 500 млн долларов (их доля от доходов лиги будет уменьшена с 57 до 54,3 процента). Владельцы же настаивали на уменьшении зарплаты на 2 млрд долларов за следующие десять лет.
Владельцы и игроки снова встретились 30 июня 2011 года, чтобы ещё раз попытаться предотвратить локаут, однако обе стороны не смогли достичь соглашения по ключевым вопросам, таким как потолок зарплаты и процент от доходов. И Стерн и Хантер заявили, что позиции сторон далеки друг от друга. Владельцы требовали большую долю, утверждая, что они теряют деньги. С другой стороны, игроки были готовы пойти на уступки, но отказались полностью подчиниться требованиям владельцев. Переговоры зашли в тупик, а в полночь срок действия коллективного договора истёк.

## Локаут

### Первые месяцы
1 июля 2011 года стало датой официального начала локаута. С этого момента команды не могли обмениваться, подписывать и даже контактировать с игроками, а игроки не допускались на сооружения, к тренерам и работникам клубов. Переговоры возобновились только 1 августа, но уже через три часа зашли в тупик. 2 августа НБА подала два иска о неправомерных действиях профсоюза: один в Национальное управление по вопросам трудовых отношений, а другой в окружной суд штата Нью-Йорк. Лига обвинила профсоюз в отказе от сотрудничества в переговорах, угрозе роспуска профсоюза и подачи антимонопольного иска. Хантер назвал эти иски «необоснованными» и заявил, что профсоюз опровергнет их в суде. 4 августа Хантер заявил, что считает, что скорее всего весь сезон 2011/12 годов будет отменен.

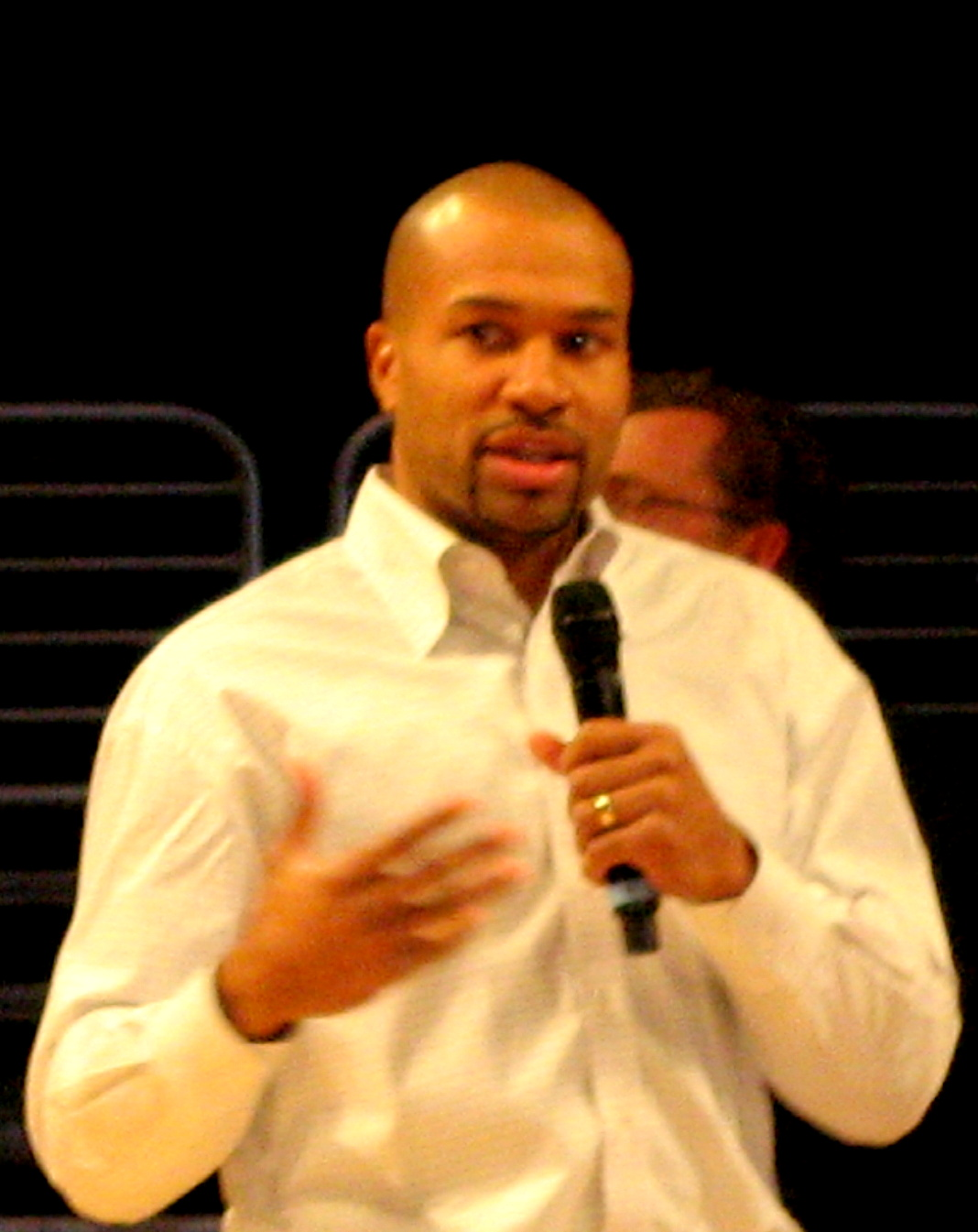
Дерек Фишер был президентом профсоюза игроков во время локаута.

Переговоры между владельцами клубов и профсоюзом возобновились 31 августа, однако по их окончании ни о каких конкретных решениях сообщено не было, стороны лишь выразили надежду на новую встречу. «Все проиграют, если мы не договоримся — это то, что я думаю, что все понимают», сказал президент профсоюза Дерек Фишер. Заместитель комиссара НБА Адам Сильвер также заявил, что обе стороны понимают важность как можно скорее заключить соглашение.
Следующая встреча профсоюза и владельцев прошла 13 сентября, однако переговоры быстро закончились. Как и ранее основным камнем преткновения стал потолок зарплат. Владельцы хотели установить жёсткий потолок зарплат для команд, игроки же настаивали на сохранении существующей системы, утверждая, что это «дело чести». Игроки соглашались на уменьшении потолка зарплат только в том случае, если владельцы пойдут на компромисс в его «жёсткости». Однако владельцы не хотели уступать, утверждая, что должна быть система, позволяющая всем командам соревноваться на равных. Пять спортивных агентов — Арн Теллем, Билл Даффи, Марк Бартелштейн, Джефф Шварц и Дэн Феган, представляющих треть игроков НБА, провели между собой переговоры о возможном роспуске профсоюза. Они считали, что в переговорах владельцы имеют больше рычагов влияния и роспуск профсоюза поможет игрокам бороться с ними на равных. Однако Хантер заявил, что игроки пока не рассматривают такую возможность.
15 сентября Фишер разослал электронные письма более 400 игрокам с просьбой о консолидации. В письме он написал, что последние встречи были «эффективными». И что провал в подписании договора связан не с разногласиями между игроками и владельцами клубов, а из-за разногласий между владельцами. Фишер также использовал возможность высказаться против предложения посредников о роспуске профсоюза, попросив их не делать «резких движений, которые могут оставить игроков без профсоюза». Согласно источникам, среди владельцев действительно были разногласия. Некоторые думали, что предложение игроков о получении 52 % доходов является справедливым, и были готовы пойти на компромисс в таких вещах, как привязка будущих доходов игроков к росту доходов лиги и поддержании текущего уровня зарплаты. Владельцы «Кавальерс» Ден Гилберт и «Санз» Роберт Сэрвер были среди сторонников жесткой линии, которые выступали против сделки, в то время как владельцы «Никс» Джеймс Долан и «Лейкерс» Джерри Басс были среди группы, согласных заключить соглашение. На следующий день Стерн выступил с опровержением о расколе среди владельцев, сказав: «Я не знаю, на чём основана вера Дерека».

### Отмены
23 сентября 2011 года НБА отменила тренировочные лагеря, которые должны были начаться 3 октября, а также первую неделю предсезонных игр с 9 по 15 октября. Такое экстраординарное событие (отмена матчей из-за локаута) произошло всего во второй раз в истории лиги. Обе стороны планировали следующую встречу провести 30 сентября в Нью-Йорке и, если будет достигнут прогресс, продолжить переговоры. Источник, близкий к переговорщикам, сообщил ESPN, что Стерн планирует пригрозить полностью отменить сезон, если соглашение не будет заключено, однако профсоюз считает это тактикой запугивания и не рассматривает как серьезную угрозу. Обозреватели предполагали, что Стерн хочет надавить на игроков и предотвратить затягивание переговоров. Встреча 30 сентября оказалась напряжённой. Говорилось, что Дуэйн Уэйд кричал на Стерна и игроки собирались покинуть переговоры, но остались только по просьбе Хантера. Стерн также отказался от угрозы отменить весь сезон, если не будет достигнуто компромисса.
4 октября НБА отменила оставшиеся предсезонные игры/сборы. Стерн заявил, что в связи с отменой предсезонки лига потеряла 200 млн долларов, и предупредил, что если до 10 октября не подпишут коллективный договор, то, скорее всего, будут отменены первые две недели чемпионата. Игроки согласились уменьшить свою долю доходов до 53 %, однако владельцы настаивали на 47 %. Позже владельцы предложили игрокам 49 % с постепенным ростом до 51 %, но игроки выступили против 51 %, предложив постепенное увеличение до 53 %. Это предложение было отвергнуто владельцами. Попытки сторон встретиться 7 октября провалились, так как профсоюз утверждал, что НБА настаивает на равном разделении прибыли, однако представители лиги опровергли это заявление.. Стороны провели ещё две безрезультатные встречи 9 и 10 октября, после чего Стерн объявил об отмене первых двух недель регулярного чемпионата, который должен был начаться 1 ноября. Хотя разделение доходов и было главным камнем преткновения в переговорах, были также и другие разногласия: величина налога на роскошь, длина контрактов игроков и исключение среднего уровня. Владельцы предлагали введение налога на роскошь в размере 2 долларов за каждый 1 доллар превышения потолка зарплаты. Кроме того были предложения увеличить налог для команд, которые постоянно превышают потолок зарплаты. Если команда пять сезонов подряд превышает потолок зарплаты, то налог на роскошь для неё будет составлять 4 доллара за каждый доллар превышения потолка зарплаты. В предыдущем же коллективном договоре предусматривалась плата 1 доллара налога за каждый доллар превышения лимита. Таким образом владельцы хотели сделать команды НБА более конкурентоспособными. В ответ на это Уэйд привёл в пример команды с маленького рынка — «Сан-Антонио Спёрс», которая выиграла несколько чемпионских титулов. В подтверждении этой точки зрения экономист Эндрю Цымбалист из колледжа Смита сказал, что в НБА «практически не существует никакой корреляции между величиной зарплаты команды и процентом её побед». Согласно ESPN.com на процент побед в 34 % случаев влияет эффективность работы команды на драфте и лишь в 7 % величина заработной платы. Газета The New York Times отметила, что несомненно более справедливая система важна для команд с маленьких рынков, однако популярность лиги всегда опиралась на команды-фавориты с многочисленными звёздами.
Чтобы показать единство в своих рядах, 14 октября лидеры профсоюза встретились с примерно 30 игроками. Игрок «Вашингтон Уизардс» Джавейл Макги, досрочно покинувший собрание, рассказал журналистом, что «некоторые [баскетболисты] готовы сдаться, однако большинство поддерживают совместное решение». Позже Макги отрицал сказанное, однако его признание было записано журналистами. Фишер же сказал, что у Макги «не было никакой возможности делать такое заявление», так как он недолго присутствовал на собрании.
Очередная серия встреч владельцев и игроков прошла 18-20 октября. За три дня стороны провели в переговорах около 30 часов. Встреча проходила под присмотром федерального посредника Джорджа Коэна — директора Федеральной службы посредничества и примирения. До этого Коэн уже был посредником в переговорах во время локаута НФЛ 2011 года, закончившихся провалом. В результате переговоров стороны так и не пришли к согласию по поводу разделения доходов и структуры потолка зарплаты. Лига предлагала разделить доходы пополам, игроки же настаивали на диапазоне от 50 до 53 % в зависимости от доходов. Гилберт сказал игрокам, что вопрос о потолке мог бы быть решён, если бы игроки согласились на равное разделение прибыли. На что Фишер ответил: «Я не могу доверять твоей интуиции. Я должен верить своей интуиции». Сильвер и владелец «Сан-Антонио Спёрс» Питер Холт рассказали журналистам, что игроки отказались продолжать переговоры после предложения поделить доходы 50 на 50. После этих слов Фишер обвинил владельцев во лжи. Он заявил, что владельцы сказали им: «Соглашайтесь или уходите». Коэн решил, что смысла в его участии как посредника в переговорах нет. Однако в ходе переговоров были достигнуты компромиссы по некоторым второстепенным вопросам: за время действия нового коллективного соглашения команда может один раз отказаться от одного игрока перед стартом сезона, причём зарплата этого игрока не будет учитываться в общей платёжной ведомости и влиять на налог на роскошь, а также было установлено исключение среднего уровня в размере 5 млн долларов.

## Влияние локаута за пределами НБА

### На Олимпийские игры
Хотя мужской баскетбольный турнир в рамках Олимпийских игр должен был пройти через год, квалификационные турниры во всех пяти континентальных зонах ФИБА были запланированы на летнее межсезонье 2011 года. В результате локаута соглашение между НБА и ФИБА, по которому НБА брало на себя большую часть расходов по страхованию контрактов своих игроков на случай получения ими травм во время международных соревнований, было приостановлено. Поэтому национальные федерации, которые хотели видеть в своём составе игроков НБА, должны были полностью оплачивать их страховку.
Цена страховки оказалась довольно высокой. Так, по словам одного спортивного агента, представляющего игрока НБА с зарплатой 10 млн долларов в сезоне 2010/11, цена его страховки на участие в квалификационном турнире составила 400 000 долларов. Испанская федерация баскетбола заявила, что застрахует всех игроков НБА, которые будут представлять Испанию на чемпионате Европы по баскетболу 2011 года, несмотря на то, что цена страховки на чемпионате в два раза выше, чем на европейском квалификационном турнире и может составлять 5,67 млн долларов. Австралийская федерация баскетбола заявила, что Эндрю Богут не будет участвовать на чемпионате Океании по баскетболу 2011 года. Его агент рассказал, что договор сорвался в последний момент, когда страховщики отказались страховать его оставшийся контракт стоимостью 39 млн долларов, если его существующие проблемы с локтем, запястьем и травмой спины не будут исключены из договора. Французская, российская и аргентинская федерации согласились застраховать своих игроков и ещё несколько федераций заявили, что поступят также. В результате, более 30 игроков НБА приняло участие в чемпионате Европы по баскетболу, хотя такие игроки как Бен Гордон и Горан Драгич были вынуждены пропустить турнир из-за проблем со страховкой.

### На другие виды спорта
За несколько недель до первоначально запланированного старта сезона НБА, Reuters и Bloomberg Businessweek высказались о возможном росте популярности у болельщиков НБА Национальной хоккейной лиги. Популярность НХЛ устойчиво росла начиная с сезона 2005/06 годов и лига уже в октябре начала сезон 2011/12 годов. Обозреватель Businessweek написал: «Просто ситуация в НБА уже положительно повлияла на НХЛ». Однако несколько клубов НХЛ (около половины из которых не имеют команд НБА в своём городе) не имели намерений бороться за болельщиков НБА во время локаута.
В своём дебютном сезоне в первом дивизионе NCAA команда по американскому футболу университета Техаса в Сан-Антонио на свои сентябрьские игры собирала 40 000 зрителей. San Antonio Business Journal предположил, что рост посещаемости университетской команды связан с отсутствием игр баскетбольной команды «Сан-Антонио Спёрс».
По предположению Boston Herald, во время локаута студенческие баскетбольные матчи NCAA будут иметь более высокие телевизионные рейтинги. Однако Sporting News отметил, что «никакого очевидного увеличения популярности студенческих игр» во время предыдущего локаута зафиксировано не было, а средняя посещаемость студенческих игр повысилась на 21 человека.

### На города, где расположены команды НБА
Мэры 14 городов, где расположены команды НБА, написали открытое письмо комиссару НБА Дэвиду Стерну и исполнительному директору профсоюза игроков Билли Хантеру, с просьбой, чтобы они прекратили локаут: «отмена сезона негативно повлияет на наши города и нашу местную экономику». Журнал Time отметил, что от отмены матчей пострадают работники спортивных сооружений. Однако независимые исследования Мэрилендского университета в округе Балтимор и колледжа Уэйк-Форест показали, что исторически нет значительного влияния на экономику городов, где спортивные клубы останавливали свою работу. Исследователи показали, что в случае остановки спортивных мероприятий потребители смещают своё внимание на другие формы развлечений, уменьшаются расходы местного бюджета на поддержание порядка и борьбу с пробками во время игр и в целом увеличивается производительность труда, когда работники не отвлекаются на спортивные мероприятия.

### На другие отрасли
Было подсчитано, что полная отмена сезона принесёт более одного млрд долларов потерь телевизионным сетям в виде недополученных доходов от рекламы, а также негативно скажется на рейтингах телевизионных сетей, освещающих НБА, таких как TNT, ESPN и местные спортивные сети. Локаут также повлияет на рынок лицензионной продукции, который оценивается в 2,7 млрд долларов.